# Stikstofkringloop

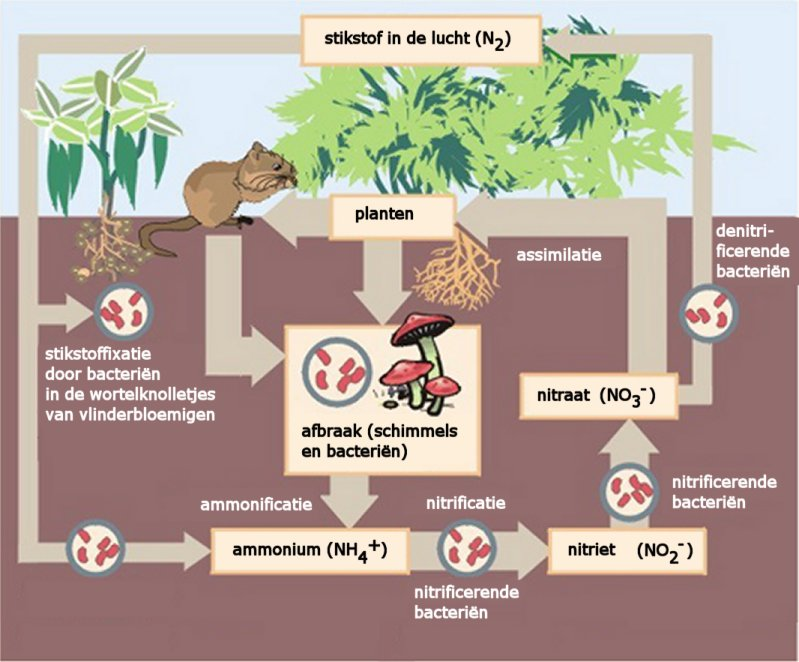
Vereenvoudigde weergave van de stikstofkringloop

De stikstofkringloop is de biogeochemische kringloop met de omzetting van stikstof in de lucht (aardatmosfeer), planten, de bodem en biomassa.

## Korte omschrijving
Alle organismen hebben stikstof nodig omdat het een essentieel bestanddeel is van alle aminozuren, eiwitten, DNA en van co-enzymen.
Van de totale hoeveelheid aanwezige stikstof op aarde (1015 ton) bevindt zich 99 % in de aardatmosfeer. Alleen speciale prokaryoten, in het bijzonder de blauwwieren of cyanobacteriën, stikstofknolletjesbacteriën van de familie Rhizobiaceae (zoals bacteriën van het geslacht Rhizobium) kunnen stikstof uit de lucht omzetten in ammonium. Dit kan gebeuren in symbiose met vlinderbloemige planten. Planten zonder zulke symbiotische verbanden, dieren inclusief de mens kunnen geen stikstof uit de lucht opnemen en zijn afhankelijk van de vastgelegde stikstof in de biosfeer.

## Kringloop
De natuurlijke stikstofkringloop bestaat uit de volgende processen:
1. Vastleggen van stikstof uit de lucht door:
  - speciale prokaryoten, in het bijzonder de cyanobacteriën Azotobacter (een geslacht van bodembacteriën), Paenibacillus azotofixans, stikstofknolletjesbacteriën van de familie van de Rhizobiaceae (zoals bacteriën van het geslacht Rhizobium), in het bijzonder in de wortelknolletjes van vlinderbloemige planten. Deze prokaryoten maken ammonium aan. Andere bacteriën kunnen ammonium oxideren (nitrificatie) tot nitraat.
  - door bliksem wordt er nitraat gevormd in de atmosfeer, dat vervolgens met regen neerslaat op het oppervlak.
2. Beschikbaar komen voor de plant door:
  - Afbraak organisch materiaal door organismen, zoals bacteriën, schimmels en dieren
  - Ammonificatie (het proces waarbij ureum door middel van bacteriën en dood organisch materiaal wordt omgezet in ammoniak)
  - Nitrificatie (biologische oxidatie in de bodem van de stikstofverbinding ammonium tot de stikstofverbinding nitriet, gevolgd door de oxidatie van dit nitriet tot de stikstofverbinding nitraat)
3. Opname door planten
4. Afbraak van stikstofverbindingen: denitrificatie door prokaryoten (bacteriën), die nitraat omzetten in stikstofgas

Voor het vastleggen van stikstof (stikstoffixatie) is energie nodig, het is een endotherm proces. Bij cyanobacteriën wordt de benodigde energie door fotosynthese geleverd. Bij Azotobacter en Paenibacillus azotofixans wordt de energie gehaald door katabolisme van organische stoffen (alleen als er onvoldoende gefixeerde stikstof is). Bij stikstofknolletjesbacteriën is er een (mutualistische) symbiose waarbij de plant de nodige energie (in de vorm van suikers) levert in ruil voor de gefixeerde stikstof. 
In de natuur komt stikstoffixatie door organismes alleen voor als het niet anders kan. Stikstoffixatie kost meer energie dan het hergebruiken van bestaande stikstofverbindingen. Dat is de oorzaak dat er in de natuur van nature (dus zonder ingrijpen van de mens) een tekort is aan gefixeerde stikstof. 
Er bestaan vleesetende planten die hun stikstof en andere nutriënten rechtstreeks onttrekken aan dieren. Juist omdat natuur veelal is ingericht op weinig stikstof levert extra stikstof al gauw problemen. Ondertussen bestaat in zo'n zestig procent van de natuurgebieden ter wereld een probleem met te veel stikstof (en in driekwart van de Natura 2000-gebieden in Nederland).
Onder anaerobe omstandigheden kunnen bacteriën energie verkrijgen door de zuurstof in nitraat te gebruiken met stikstof als afvalstof. In een Anammox-reactie wordt een ammonium-molecuul en een nitraat molecuul omgezet in stikstof en twee water moleculen. Beide chemische reacties leveren een klein beetje energie op. Zodra vrije zuurstof aanwezig is, levert de aerobe ademhaling veel meer energie op. Bij anaerobe afbraak komt dus stikstof vrij.

## Stikstofbinding door de mens
Bij het Haber-Boschproces, dat in 1909 ontwikkeld werd, wordt de stikstof uit de lucht omgezet in ammoniak door stikstof en waterstof zonder zuurstof in contact met een ijzerkatalysator onder hoge druk te verhitten:
{\displaystyle {\ce {N2 + 3H2 -> 2NH3}}}
Vervolgens wordt de ammoniak gebruikt om er stikstofhoudende kunstmest van te maken. Hierdoor wordt in Nederland jaarlijks ongeveer 60 kg stikstof per hectare extra door menselijke activiteit aan de natuurlijke kringloop toegevoegd.